# Khalil Chtourou
Khalil Chtourou (arabe : خليل شطورو), né en 1963 à Sfax, est un haut fonctionnaire et homme politique tunisien.

## Biographie
Diplômé de l'École nationale d'administration ainsi que l'École nationale des douanes à Paris, il est également titulaire d'un diplôme dans la spécialité des politiques d'intégration régionale de l'Institut de management international de Paris.
Il est directeur général des avantages financiers et fiscaux, avant d'être nommé au cabinet du ministre des Finances entre 2013 et 2017. Il est gestionnaire représentant de l'État auprès de l'Agence de promotion des investissements agricoles, de l'Agence de promotion de l'industrie et de l'innovation et de la Régie nationale des tabacs et des allumettes.
À partir de 2017, Khalil Chtourou occupe le poste de chef de cabinet du ministre des Finances, jusqu'à sa nomination au poste de secrétaire général du gouvernement d'Elyes Fakhfakh en mars 2020. Le 2 septembre de la même année, il est nommé secrétaire d'État auprès du ministre de l'Économie, des Finances et de l'Appui à l'investissement chargé des Finances publiques et de la Fiscalité dans le gouvernement de Hichem Mechichi. Le 16 janvier 2021, ce dernier annonce la suppression de ce poste. Le 25 janvier, le chef du gouvernement met officiellement fin à ses fonctions de secrétaire d'État.